# 쓰리썸씽
"쓰리썸씽"(영어: Threesomething)은 2018년에 공개된 미국의 영화이다.

## 캐스팅

### 주연
- 제임스 모로시니: 아이삭 역
- 이사벨 체스터: 조이 역

### 조연
- 마이클 허드슨: 마이크 역
- 타리크 잭슨: 리크 역
- 드루 마우저: 앤 역
- 샘 소넨샤인: 찰리 역